# María Michelsen de López
María Michelsen de López, född Michelsen Lombana 17 februari 1890 i Bogotá, dödd 22 januari 1949 i Bogotá, var en colombiansk filantrop, vetenskapsman och Colombias första dam från 1934 till 1938, och igen från 1942 till 1946 som fru till president Alfonso López Pumarejo.

## Tidigt liv
Maria Michelsen Lombana föddes i en prestigefylld familj av köpmän och bankirer. Hon var dotter till vetenskapsmannen Carlos María Michelsen Uribe och hans fru, Antonia Lombana Barreneche. Hennes far var son till en dansk judisk invandrare, Karl Michelsen Koppel, som i sin tur var släkt med de tyska industrimännen Kopp Koppel, grundare av bryggeriet i Bayern. Michelsen var den första danska konsuln i Colombia efter hans kommersiella framgång i sitt hemland.